# Onega (Tier)
Onega ist eine ausgestorbene Tiergattung des Ediacariums unsicherer Zuordnung, die vor zirka 555 Millionen Jahren lebte. Die einzige bekannte Art dieser Gattung ist Onega stepanovi.

## Etymologie
Die Gattungsbezeichnung Onega leitet sich von der Onega-Halbinsel am Weißen Meer im Norden Russlands ab. Der Artnameszusatz stepanovi ehrt W. A. Stepanow, der im Jahr 1972 als Student die erste Fundstätte mit Ediacara-Biota an der Sommerküste (Letni Bereg) der Onega-Halbinsel (Oblast Archangelsk) entdeckt hatte.

## Erstbeschreibung
Onega stepanovi wurde im Jahr 1976 erstmals von Michail Alexandrowitsch Fedonkin wissenschaftlich beschrieben.

## Vorkommen
Fossilabdrücke von Onega stepanovi sind bisher nur aus Russland bekannt. Die Fossilien stammen aus den Schichten des Vendiums in der Oblast Archangelsk (Verkhovka-Formation und Zimnie-Gory-Formation). Sie gehören zu den Fossilgemeinschaften (engl. fossil assemblages) Z 1 (I) und Z11 (XXII) von Zimnie Gory sowie SL1 (VII) vom Fluss Solsa.

## Beschreibung
Die recht kleinen, flachen Fossilien variieren in der Länge zwischen 2,6 und 7 Millimeter und in der Breite zwischen 1,6 und 4,7 Millimeter.  Sie sind von ovaler Gestalt. Im Zentrum befindet sich ein gegliederter, von Isomeren aufgebauter Bereich, den ein ungegliederter Randsaum umgibt. Die Oberfläche des Randsaums wird von kleinen Tuberkeln bedeckt.

## Taxonomie
Onega war ursprünglich von Michail Fedonkin als Organismus problematischer Zuordnung beschrieben worden, der aufgrund einer gewissen Ähnlichkeit mit primitiven Trilobiten des Kambriums möglicherweise zusammen mit Praecambridium, Vendia,  und Vendomia eine Arthropoden-Stammgruppe bildete.
Im Jahr 1985 etablierte Fedonkin den Stamm der Proarticulata, zu dem er folgende Taxa stellte:
- Dickinsonia
- Onega
- Palaeoplatoda
- Praecambridium
- Pseudovendia
- Vendia
- Vendomia.

Dennoch schloss er die Möglichkeit nicht aus, dass Onega auch mit anderen unterkambrischen Arthropoden wie beispielsweise Skania verwandt war.
Ivantsov (2007) schlug ebenfalls vor, Onega in den Stamm der Proarticulata aufzunehmen, da in sehr gut erhaltenen Neufunden die für Proarticulata charakteristische, durch Gleitspiegelung versetzte Symmetrie zu erkennen ist.

## Fossile Erhaltung
Sämtliche Fossilfunde sind Negativabdrücke auf der Unterseite von feinkörnigen Sandsteinbänken. Sie treten zusammen mit der so genannten Elefantenhaut- und Tuberkelstruktur auf, welche für Mikrobenmatten diagnostisch sind.

## Vergesellschaftung
Auf der gleichen Schichtfläche treten zusammen mit Onega folgende Taxa auf:
- Albumares
- Andiva
- Anfesta
- Archaeaspinus
- Charniodiscus
- Cyclomedusa
- Dickinsonia
- Ediacaria
- Eoporpita
- Kimberella
- Parvancorina
- Tribrachidium
- Vendia
- Yorgia.